# Huslejeregulering
Huslejeregulering, blandt andet i form af et huslejeloft, er offentligt fastsatte regler, der fastlægger, hvilket niveau huslejen i lejeboliger kan have. Forskellige former for huslejeregulering har været udbredte i såvel Danmark som de fleste andre vestlige lande i perioder siden 1. verdenskrig. Reguleringen er typisk blevet indført af boligsociale og fordelingsmæssige hensyn. Huslejeregulering, især i den rene form med et absolut loft for lejen, kritiseres imidlertid også for at føre til en inoptimalt lav boligmasse i det lange løb, fordi den gør det mindre rentabelt og dermed attraktivt at opføre nybyggeri.

## Typer af huslejeregulering

### Førstegenerationsregulering
Økonomer skelner mellem første-, anden- og tredjegenerations-huslejeregulering. Den første generation, der også kaldes "hård" huslejeregulering, er en direkte fastfrysning af huslejen på et bestemt nominelt niveau, sådan at huslejens reale værdi efterhånden vil blive udhulet som følge af den almindelige inflation. En sådan førstegenerationsregulering blev indført i USA kort efter landets indtræden i anden verdenskrig, men ophævet de fleste steder i slutningen af 1940'erne eller begyndelsen af 1950'erne, da et stort byggeboom sænkede markedshuslejen og dermed gjorde en afskaffelse af huslejelofterne smertefri. Kun i New York City blev et huslejeloft bibeholdt for boliger, der var opført før 1947. New Yorks situation blev dermed meget særegen på dette punkt i forhold til det øvrige USA.
I en række europæiske lande blev der indført huslejeregulering allerede under første verdenskrig, og denne regulering blev bibeholdt i længere tid indtil langt efter anden verdenskrig. Først omkring 1980 kom der en større deregulering i mange europæiske lande. Den europæiske regulering i hele denne periode var for det meste også tilnærmelsesvis af første generation. Selvom der lejlighedsvis blev foretaget justeringer i huslejens niveau, faldt dens reale værdi kraftigt i forhold til huslejen i det uregulerede byggeri.

### Andengenerationsregulering
I 1970'erne blev forskellige former for huslejeregulering genindført lokalt mange steder i USA og Canada som følge af dels store prisstigninger i kølvandet på periodens oliekrise, dels årtiets politiske klima. Denne regulering var dog anderledes og benævnes derfor andengenerations- eller "blød" huslejeregulering. Den tillader normalt automatisk huslejeforhøjelser, der følger den almindelige inflationstakt, og giver desuden mulighed for, at udlejere kan hæve huslejen, hvis det kan retfærdiggøres af forhold som stigende omkostninger eller eventuelt et forrentningskrav, der i lovgivningen angives som rimeligt. Andengenerationsregulering undtager normalt lejeboliger, der bliver opført efter reguleringens indførelse, selvom nyopført byggeri kan inddrages under reguleringen på et senere tidspunkt.

### Tredjegenerationsregulering
I nogle tilfælde gælder reguleringen kun for eksisterende lejere i de pågældende boliger, sådan at huslejen kan fastsættes frit, når lejeren udflytter og en ny flytter ind, hvorefter den nye husleje igen reguleres efter de samme regler om stigninger, så længe vedkommende bebor boligen.

## Huslejeregulering i Danmark
I 1916 blev der første gang indført huslejeregulering i Danmark i form af en lejereguleringslov, ifølge hvilken stigninger i huslejen skulle reguleres og godkendes af særligt nedsatte huslejenævn. I perioden 1920-1924 blev reguleringen lempet, og det blev muligt at hæve lejen med 35 % i forhold til 1914. I 1931 blev huslejereguleringen afskaffet, dog med overgangsordninger for hovedstaden og bibevarelse af mulighed for indgreb mod huslejeåger.
I 1937 indførtes en lejelov, der var ekstremt liberal. Loven regulerede således ikke lejens højde, men satte grænser for, hvor tit lejen kunne forøges. Meningen var, at huslejen skulle reguleres med 3-årige intervaller. Samtidig indførtes en lov vedrørende beskyttelse af erhvervslejemål mod opsigelse. samt lov nr. 54 af 3. marts 1937 om leje og lov nr. 55 af 3. marts 1937 om beskyttelse af erhvervsvirksomheder i lejet ejendom.
Se endvidere Jens Frederik Hansen, Lovgivning i krigens skygge - dansk boligregulering fra 1939 til 1945, Erhvervshistorisk Årbog 2022, hæfte 2, side 1 med udførlige gennemgang af lovgivningen.</ref> Lejeloven indeholdt en 2-årig overgangsregel for eksisterende lejekontrakter, som senere blev forlænget med 1 år. Førend den nye lovgivning var fuldt indfaset udbrød 2. verdenskrig, og i oktober 1939 blev der indført et totalt stop for huslejeforhøjelser i eksisterende byggeri. Stoppet var i første omgang på 6 måneder, men blev senere forlænget og skærpet.
Efter krigen blev lovgivningen yderligere suppleret med boliganvisningsregler og en krampagtig fastholdelse af lejeniveauet på et væsentligt lavere niveau end inflationen tilsagde. Dermed faldt huslejen som andel af forbruget meget betydeligt såvel under krigen som i de følgende år. Og da mange var villige til at have højere boligudgifter, så steg efterspørgslen markant, hvilket gav sig udslag i massiv bolignød. Samtidig betød de lave huslejer, at udlejerne blev ligeglade med vedligeholdelse af deres ejendomme og det medførte forslumning.
Først i 1966 blev der blødt lidt op og indgået et stort boligpolitisk forlig, der havde til hensigt at bringe huslejerne op på et niveau svarende til det lejedes værdi i et frit marked. Desuden indførte forliget ejerlejligheder. Loven indeholdt overgangsregler, som skulle indfase lejestigningerne over en periode på 8 år, og udover at bygge på håbløst urealistiske forudsætninger blev forliget overhalet af kraftig inflation i forligsperioden. Baggrunden var en opfattelse af, at lejeboligmarkedet var præget af urimelige prisforskelle, og man ønskede derfor en højere husleje for de billigste boliger.
Efter forligets udløb indførtes i 1975 den såkaldt omkostningsbestemte husleje i private udlejningsbyggeri, der indebærer stigninger i huslejen svarende til stigende driftsomkostninger og kompensation for forbedringer, men ikke øger afkastet af ejendommene over tid. Resultatet har været et massivt salg af ældre ejendomme til andelsboliger. Ved omfattende forbedringer kan lejligheden frikøbes fra den omkostningsbestemte husleje og i stedet omfattes af regler svarende til dem for nybyggede ejendomme. 
I 1991 blev huslejereguleringen ved nyindgåelse af lejemål afskaffet for alle private udlejningsboliger, der er opført fra og med dette år. Lejeforhøjelse i løbet af lejeperioden er derimod underlagt begrænsninger i loven.

## Økonomiske synspunkter om huslejeregulering
Den økonomiske litteratur har traditionelt været modstandere af i hvert fald førstegenerations-regulering. Et hovedargument er, at regler, der gør det mindre attraktivt set fra udlejerens synspunkt at opføre og udleje boliger, vil føre til mindre byggeri og dermed på længere sigt en mindre boligmasse, samtidig med, at de eksisterende boliger vil få en dårligere vedligeholdelsesstandard, fordi det ikke økonomisk er en god forretning at vedligeholde og forbedre dem.
Situationen er lidt mere nuanceret med hensyn til andengenerationsregulering. Her er det afgørende, om boligmarkedet anses for at være præget af fuldkommen eller ufuldkommen konkurrence i udgangspunktet. På et marked med fuldkommen konkurrence uden nogen markedsfejl vil offentlige indgreb nødvendigvis altid medføre en forvridning og dermed skabe en samfundsøkonomisk inefficiens. Er der markedsfejl tilstede, vil situationen imidlertid potentielt være anderledes. I så fald kan regulering potentielt forbedre samfundsøkonomiens efficiens. Boligmarkedet har nogle kompetitive træk, idet stordriftsfordelene kan regnes for at være ubetydelige, og der er ikke væsentlige barrierer for ind- og udtræden af markedet. Men samtidig er der en række karakteristika, som ikke er forenelige med et kompetitivt marked:
- der er eksternaliteter som følge af nabo- og naboskabseffekter
- boliger er meget heretogene, hvilket kombineret med idiosynkratiske præferencer hos de boligsøgende skaber et tyndt marked
- søgeomkostningerne er betydelige, hvilket bl.a. kan ses af de betydelige gebyrer, som ejendomsmæglere kan oppebære
- future- eller forsikringsmarkeder eksisterer praktisk taget ikke
- imperfektioner på de finansielle markeder påvirker boligmarkederne ad forskellige kanaler

Inspireret af arbejdsmarkedsøkonomien har stigende bevidsthed om disse markedsfejl ført til, at nogle boligøkonomer har dannet modeller, der kunne repræsentere nogle af disse problemstillinger. Det har bl.a. ført til modeller, hvor boligmarkedet er præget af monopolistisk konkurrence, og såkaldte kontraktmodeller, der bygger på en form for asymmetrisk information.